# Zarodziec pasmowy
Zarodziec pasmowy (Plasmodium malariae) – gatunek protista zaliczany do apikompleksów, jeden z kilku pasożytów wewnątrzkomórkowych, które wywołują malarię u ludzi.

## Morfologia
W erytrocytach gatunek ten przybiera pierścieniowatą formę, która zajmuje około 1/8 objętości komórki (ta postać rzadko jednak występuje we krwi). Okrągły lub podłużny (pałeczkowaty) trofozoit ma chromatynę położoną pod ciemnobrązowym pigmentem.

## Ekologia
Występuje w klimacie równikowym (tropikalnym), głównie w rejonach, w których temperatura w ciągu doby nie spada poniżej 16 °C.
Zasięg występowania tego gatunku jest ściśle skorelowany z występowaniem jego wektorów, tj. niektórych komarów widliszków (Anopheles): widliszek plamistoskrzydły (A. maculipennis), A. quadrimaculatus, A. gambiae oraz innych lokalnych gatunków.

## Chorobotwórczość
Zarodziec pasmowy wywołuje odmianę malarii nazywany malarią czterodniową (łac. plasmodis s. malaria quartana) lub czwartaczką, o okresie inkubacji wynoszącym 27–40 dni i stosunkowo ciężkich napadach pojawiających się co 72 lub 96 (czyli co czwarty dzień) godzin przez 3–24 tygodnie. Zakażenie może utrzymywać się w organizmie nawet powyżej 20 lat i nawracać okresowo. Często towarzyszy mu białkomocz, a u dzieci również zespół nerczycowy. Niekiedy zakażenie może przebiegać jednak bezobjawowo.

## Cykl życiowy[1]

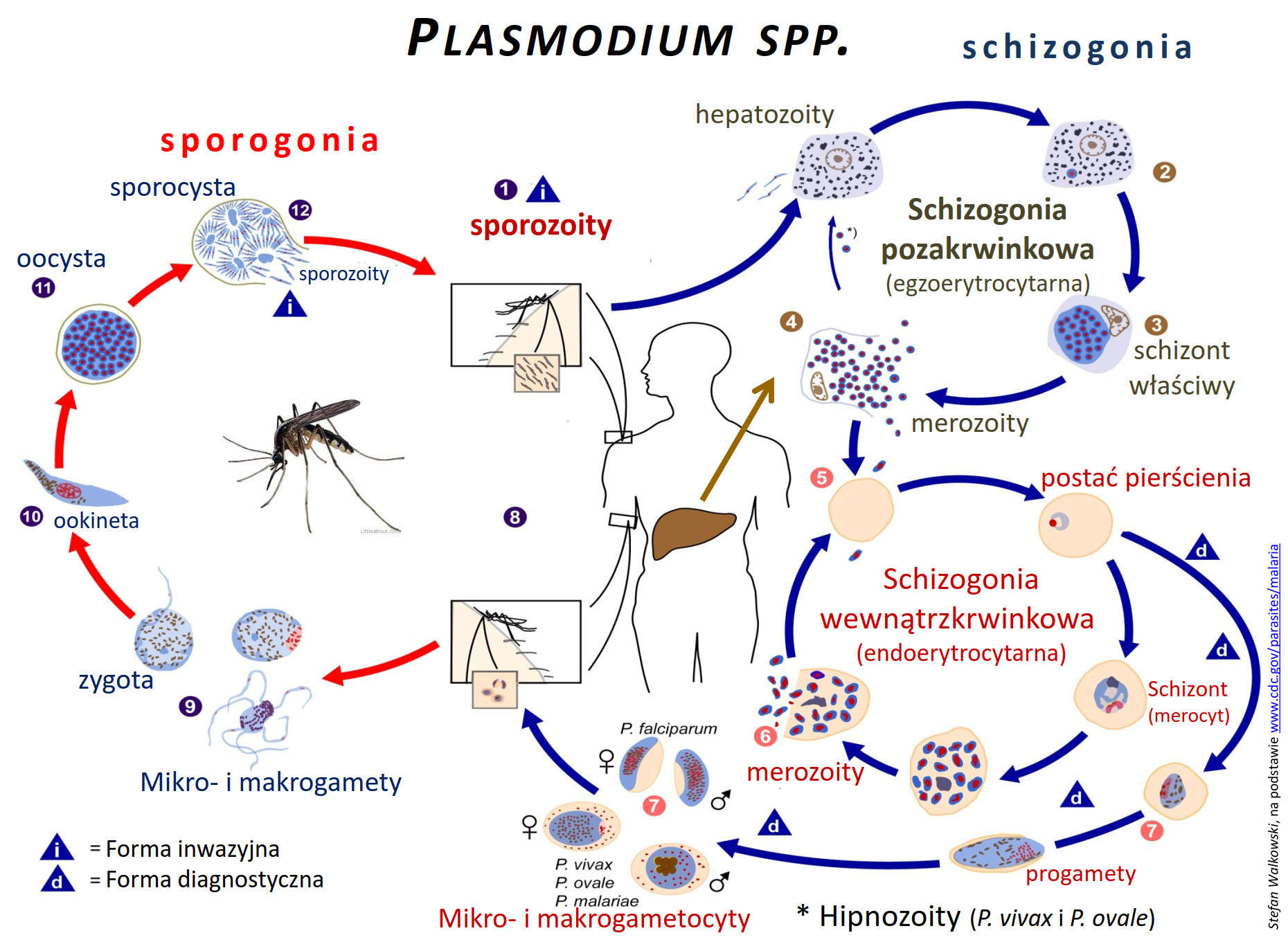
Cykl życiowy zarodźców (Plasmodium spp.)

Pokolenie bezpłciowe rozmnaża się w organizmie człowieka na drodze schizogonii, natomiast pokolenie płciowe rozmnaża się w organizmie samicy komara na drodze sporogonii.
Samica komara wraz z ukłuciem wprowadza do krwi człowieka sporozoity, które następnie wnikają do wątroby (trwa to 30–60 minut). Sporozoity rozwijają się dalej (schizogonia pozakrwinkowa), przyjmują formę okrągłą lub owalną, a ostatecznie przekształcają się w pierścieniowy schizont.
Schizonty dojrzewają, po czym dzielą się wielokrotnie na merozoity, które infekują erytrocyty (głównie starsze, nierzadko także o zmniejszonej średnicy). W tych ostatnich zachodzi schizogonia krwinkowa, podczas której forma pierścieniowa przekształca się w trofozoit i schizont (zajmują one wówczas nawet objętości 2/3 krwinki). W pełni dojrzałe schizonty (merocyty) dzielą się (merulacja) i rozpadają na 6–12 (zwykle 8) merozoitów, które zarażają dalej kolejne erytrocyty.
Po kilku (zwykle 3) dniach z części merozoitów powstają makrogametocyty i mikrogametocyty, które dostają się do jelita komara, gdy zainfekowany człowiek zostanie ponownie ugryziony. Mikrogametocyt przekształca się w 4–6 ruchliwych mikrogamet, natomiast makrogametocyt w jedną nieruchliwa makrogametę (sporogonia). Obie gamety łącza się tworząc ruchliwą, uwicioną zygotę (ookinetę). Ta następnie wnika pod nabłonek jelita komara i przekształca się w oocystę, która z kolei przekształca się w sporocystę, po której pęknięciu uwalniane są sporozoity, przedostające się do gruczołów ślinowych komara.